# Discografia dei Blue
Questa pagina contiene la discografia dei Blue, gruppo musicale britannico che ha debuttato nel 2001. La produzione principale del duo consiste in sei album in studio, sei raccolte e vintinove singoli.

## Album

### Album in studio
| 2001                                                                          | All Rise - Pubblicato: 26 novembre 2001 - Etichetta: Innocent - Formato: CD, MC                        | 1  | 31 | —  | 4  | 68 | 5  | —  | 218 | 2  | —  | - AUS: Oro - EUR: Platino - NZL: Platino (2) - UK: Platino (4)    |
| 2002                                                                          | One Love - Pubblicato: 4 novembre 2002 - Etichetta: Innocent - Formato: CD, MC                         | 1  | 61 | 19 | 23 | 15 | 5  | 10 | 9   | 13 | 31 | - EUR: Platino (2) - GER: Oro - NZL: Oro - UK: Platino (4)        |
| 2003                                                                          | Guilty - Pubblicato: 3 novembre 2003 - Etichetta: Innocent - Formato: CD, MC                           | 1  | 93 | 13 | 24 | 8  | 9  | 7  | 4   | 25 | 12 | - EUR: Platino - GER: Oro - JPN: Oro - SWI: Oro - UK: Platino (2) |
| 2013                                                                          | Roulette - Pubblicato: 28 aprile 2013 - Etichetta: Blueworld, Island - Formato: CD, download digitale  | 13 | —  | 30 | —  | 14 | 90 | 32 | 192 | —  | 31 |                                                                   |
| 2015                                                                          | Colours - Pubblicato: 6 marzo 2015 - Etichetta: Sony - Formato: CD, download digitale                  | 13 | —  | —  | —  | —  | —  | —  | 96  | —  | —  |                                                                   |
| 2022                                                                          | Heart & Soul - Pubblicato: 28 ottobre 2022 - Etichetta: Tag8, BMG - Formato: CD, LP, download digitale | 22 | —  | —  | 44 | —  | —  | —  | —   | —  | —  |                                                                   |
| "—" indica una pubblicazione non classificata o non pubblicata in quel Paese. | |    |    |    |    |    |    |    |     |    |    |                                                                   |

### Album dal vivo
| Anno | Titolo |
| ---- | --- |
| 2004 | Guilty Live Tour / One Love Live Tour - Pubblicato: 1º novembre 2004 - Etichetta: Innocent - Formato: CD, download digitale |
| 2013 | The Roulette Tour - Pubblicato: 18 novembre 2013 - Etichetta: Island - Formato: CD, download digitale                       |

### Album di remix
| Anno | Titolo                                                                                           | Classifiche |
| Anno | Titolo                                                                                           | JPN         |
| ---- | ------------------------------------------------------------------------------------------------ | ----------- |
| 2004 | Remixes - Japan Tour Mini Album - Pubblicato: 28 gennaio 2004 - Etichetta: EMI - Formato: CD, MC | 64          |

### Raccolte
| 2004                                                                          | Best of Blue - Pubblicato: 13 novembre 2004 - Etichetta: Innocent - Formato: CD, download digitale                 | 6 | 11 | 37 | 7  | 26 | 1  | 14 | 72 | 25 | 8  | - EUR: Platino - GER: Oro - SWI: Oro - UK: Platino (2) |
| 2005                                                                          | 4Ever Blue - Pubblicato: 8 maggio 2005 - Etichetta: Virgin - Formato: CD, download digitale                        | — | —  | —  | 40 | —  | 1  | 83 | —  | —  | 80 | - ITA: Platino                                         |
| 2006                                                                          | The Platinum Collection - Pubblicato: 24 aprile 2006 - Etichetta: EMI - Formati: CD, download digitale             | — | —  | —  | —  | —  | 35 | —  | —  | —  | —  |                                                        |
| 2006                                                                          | Single Box - Pubblicato: 7 giugno 2006 - Etichetta: Innocent - Formati: CD, download digitale                      | — | —  | —  | —  | —  | —  | —  | —  | —  | —  |                                                        |
| 2007                                                                          | The Collection - Pubblicato: 31 agosto 2007 - Etichetta: EMI - Formati: CD, download digitale                      | — | —  | —  | —  | —  | —  | —  | —  | —  | —  |                                                        |
| 2012                                                                          | Ultimate Blue - Pubblicato: 14 maggio 2012 - Etichetta: Music Club - Formati: CD, download digitale                | — | —  | —  | —  | —  | —  | —  | —  | —  | —  |                                                        |
| 2021                                                                          | Royal: The First Twenty Years - Pubblicato: 14 luglio 2021 - Etichetta: Universal - Formati: CD, download digitale | — | —  | —  | —  | —  | —  | —  | —  | —  | —  |                                                        |
| "—" indica una pubblicazione non classificata o non pubblicata in quel Paese. | |   |    |    |    |    |    |    |    |    |    |                                                        |

## Extended play
| Anno | Titolo |
| ---- | --- |
| 2002 | Sunday Mirror - Pubblicato: 20 settembre 2002 - Etichetta: Innocent - Formato: CD, download digitale                      |
| 2013 | Roulette Summer Edition (feat. Tracy Young) - Pubblicato: 2 settembre 2013 - Etichetta: GmbH - Formato: Download digitale |

## Singoli

### Singoli commerciali
| 2001                                                                          | All Rise                                                              | 4  | 3  | 15 | 2   | 19 | 15 | —  | 70 | 1  | 22 | - AUS: Platino - BEL: Oro - NZL: Oro - UK: Platino | All Rise     |
| 2001                                                                          | Too Close                                                             | 1  | 5  | 72 | 6   | 66 | 17 | —  | —  | 1  | —  | - AUS: Platino - UK: Argento                       | All Rise     |
| 2001                                                                          | If You Come Back                                                      | 1  | 19 | 49 | 9   | 48 | 13 | —  | —  | 5  | 71 | - UK: Argento                                      | All Rise     |
| 2002                                                                          | Fly By II                                                             | 6  | 26 | 65 | 23  | 45 | 16 | —  | 58 | 9  | 65 | - UK: Argento                                      | All Rise     |
| 2002                                                                          | Best in Me                                                            | —  | —  | —  | —   | —  | —  | —  | —  | 10 | —  |                                                    | All Rise     |
| 2002                                                                          | One Love                                                              | 3  | 36 | 53 | 24  | 54 | 4  | 9  | 41 | 5  | 44 | - NZL: Oro - UK: Oro                               | One Love     |
| 2002                                                                          | Sorry Seems to Be the Hardest Word (con Elton John)                   | 1  | 43 | 4  | 3   | 4  | 3  | 4  | 1  | 5  | 3  | - BEL: Oro - NZL: Oro - SWI: Oro - UK: Oro         | One Love     |
| 2003                                                                          | U Make Me Wanna                                                       | 4  | —  | 10 | 14  | 6  | 5  | 19 | 22 | 20 | 9  | - GER: Oro - UK: Argento                           | One Love     |
| 2003                                                                          | Guilty                                                                | 2  | 29 | 20 | 19  | 19 | 4  | 6  | 11 | 14 | 22 |                                                    | Guilty       |
| 2003                                                                          | Signed, Sealed, Delivered I'm Yours (con Stevie Wonder e Angie Stone) | 11 | 31 | 35 | 38  | 29 | 17 | 11 | 16 | 22 | 53 |                                                    | Guilty       |
| 2004                                                                          | Breathe Easy                                                          | 4  | —  | 7  | 28  | 7  | 4  | 1  | 21 | 29 | 8  | - GER: Oro - UK: Argento                           | Guilty       |
| 2004                                                                          | A chi mi dice                                                         | —  | —  | —  | —   | —  | —  | 1  | —  | —  | —  |                                                    | Guilty       |
| 2004                                                                          | Bubblin' (con Linkup)                                                 | 9  | —  | 27 | 34  | 11 | 21 | 3  | 36 | —  | 8  |                                                    | Guilty       |
| 2004                                                                          | Curtain Falls                                                         | 4  | —  | 16 | 20  | 8  | 10 | 2  | 37 | —  | 13 |                                                    | Best of Blue |
| 2005                                                                          | Get Down on It (con Kool & the Gang e Lil' Kim)                       | —  | —  | 24 | 29  | 47 | —  | 96 | —  | 35 |    |                                                    | Best of Blue |
| 2005                                                                          | Only Words I Know                                                     | —  | —  | —  | —   | 55 | —  | 2  | —  | —  | —  |                                                    | Best of Blue |
| 2011                                                                          | I Can                                                                 | 16 | —  | 8  | 67  | 7  | 34 | —  | —  | —  | 8  |                                                    | Roulette     |
| 2013                                                                          | Hurt Lovers                                                           | 70 | —  | 27 | 139 | 7  | —  | —  | —  | —  | 22 |                                                    | Roulette     |
| 2013                                                                          | Without You                                                           | —  | —  | —  | —   | 44 | —  | —  | —  | —  | 43 |                                                    | Roulette     |
| 2013                                                                          | Break My Heart                                                        | —  | —  | —  | —   | —  | —  | —  | —  | —  | —  |                                                    | Roulette     |
| 2014                                                                          | Broken                                                                | —  | —  | —  | —   | —  | —  | —  | —  | —  | —  |                                                    | Roulette     |
| 2014                                                                          | Ayo                                                                   | —  | —  | —  | —   | —  | —  | —  | —  | —  | —  |                                                    | Roulette     |
| 2015                                                                          | King of the World                                                     | —  | —  | —  | —   | —  | —  | —  | —  | —  | —  |                                                    | Colours      |
| 2015                                                                          | Nothing Like You                                                      | —  | —  | —  | —   | —  | —  | —  | —  | —  | —  |                                                    | Colours      |
| 2022                                                                          | Haven't Found You Yet                                                 | —  | —  | —  | —   | —  | —  | —  | —  | —  | —  |                                                    | Heart & Soul |
| 2022                                                                          | Dance with Me                                                         | —  | —  | —  | —   | —  | —  | —  | —  | —  | —  |                                                    | Heart & Soul |
| 2022                                                                          | Magnetic                                                              | —  | —  | —  | —   | —  | —  | —  | —  | —  | —  |                                                    | Heart & Soul |
| 2022                                                                          | Heart & Soul                                                          | —  | —  | —  | —   | —  | —  | —  | —  | —  | —  |                                                    | Heart & Soul |
| 2024                                                                          | My City                                                               | —  | —  | —  | —   | —  | —  | —  | —  | —  | —  |                                                    | /            |
| "—" indica una pubblicazione non classificata o non pubblicata in quel Paese. |                                                                       |    |    |    |     |    |    |    |    |    |    |                                                    |              |

### Singoli promozionali
| 2003                                                                          | Supersexual | —   | One Love |
| 2004                                                                          | The Gift    | 122 | Guilty   |
| "—" indica una pubblicazione non classificata o non pubblicata in quel Paese. |             |     |          |

## Videografia

### Album video
| 2002                                                                          | A Year in the Life of Blue - Pubblicato: 25 marzo 2002 - Etichetta: Virgin - Formato: DVD | 1 | 70 | - UK: Platino |
| 2003                                                                          | One Love: Live Tour - Pubblicato: 31 marzo 2003 - Etichetta: Virgin - Formato: DVD        | 2 | 50 | - UK: Platino |
| 2003                                                                          | Close to Blue - Pubblicato: 1º dicembre 2003 - Etichetta: Virgin - Formato: DVD           | 4 | 77 |               |
| 2004                                                                          | Guilty: Live from Wembley - Pubblicato: 26 marzo 2004 - Etichetta: Virgin - Formato: DVD  | 1 | 59 |               |
| 2004                                                                          | Best of Blue - Pubblicato: 15 novembre 2004 - Etichetta: EMI - Formato: DVD               | — | 46 |               |
| "—" indica una pubblicazione non classificata o non pubblicata in quel Paese. |                                                                                           |   |    |               |

### Video musicali
| Anno | Titolo                                                                 | Regista                  |
| ---- | ---------------------------------------------------------------------- | ------------------------ |
| 2001 | All Rise                                                               | Andy Morahan             |
| 2001 | Too Close                                                              | Jake Nava                |
| 2001 | If You Come Back                                                       | Si & Ad                  |
| 2001 | If You Come Back (version II)                                          | Si & Ad                  |
| 2002 | Fly By II                                                              | Jake Nava                |
| 2002 | Best in Me                                                             | Si & Ad                  |
| 2002 | One Love                                                               | Cameron Casey            |
| 2002 | Sorry Seems to Be the Hardest Word (con Elton John)                    | Max & Dania              |
| 2003 | U Make Me Wanna                                                        | Phil Griffin             |
| 2003 | U Make Me Wanna (con Helva Hsiao)                                      |                          |
| 2003 | Supersexual                                                            |                          |
| 2003 | One Love: The Sequel                                                   |                          |
| 2003 | Don't Treat Me Like a Fool                                             |                          |
| 2003 | Guilty                                                                 | David Mould              |
| 2003 | Signed, Sealed, Delivered, I'm Yours (con Stevie Wonder e Angie Stone) | Max & Dania              |
| 2004 | The Gift                                                               |                          |
| 2004 | Breathe Easy                                                           | Cameron Casey            |
| 2004 | A chi mi dice                                                          | Cameron Casey e Lee Ryan |
| 2004 | Bubblin'                                                               | Alex DeRakoff            |
| 2004 | You & Me Bubblin' (con Linkup)                                         | Tarik Hamdine            |
| 2004 | Curtain Falls                                                          | Justin Dickel            |
| 2005 | Get Down on It (con Kool & the Gang e Lil' Kim)                        |                          |
| 2005 | Only Words I Know                                                      |                          |
| 2011 | I Can                                                                  |                          |
| 2013 | Hurt Lovers (International version)                                    | Katja Kuhl               |
| 2013 | Hurt Lovers (UK version)                                               | Katja Kuhl               |
| 2013 | Without You                                                            | Lennart Brede            |
| 2013 | Break My Heart                                                         | Harvey Bertram-Brown     |
| 2013 | Broken                                                                 |                          |
| 2015 | King of the World                                                      |                          |
| 2022 | Haven't Found You Yet                                                  | Jackson Ducasse          |
| 2022 | Dance with Me                                                          |                          |
| 2024 | My City                                                                |                          |